# Organización Económica Islámica de Irán
La Organización Económica Islámica de Irán (persa: سازمان اقتصاد اسلامی ایران, anteriormente Banco Islámico de Irán) o simplemente la Organización de Economía Islámica fue la primera institución bancaria islámica creada en 1979 después de la Revolución Islámica. La organización actúa como un banco central para la emisión de Qard al-Hasan (fondos de préstamos islámicos), y fue eximida de la nacionalización por el decreto de Ruhollah Khomeini. La creación de esta organización marcó el primer paso hacia el establecimiento de un sistema paralelo en el sector bancario, que operara fuera del ámbito del Banco Central de Irán. Actualmente supervisa 1.200 de los 2.500 fondos de préstamos islámicos, en nombre del Banco Central de Irán.

## Historia

### Fondo
Mir-Muhammad Sadeghi, un miembro destacado de Mo'talefah y partidario de Jomeini de la clase bazari, jugó un papel activo en el establecimiento de fondos de préstamos islámicos tanto antes como después de la revolución. Poco después de la revolución, fue designado para dirigir la Organización Económica Islámica.

### Establecimiento
El Banco Islámico de Irán fue establecido en abril de 1979 por orden de Seyyed Ruhollah Khomeini, con el apoyo de Mohammad Beheshti y Morteza Motahari. Tras la autorización del Líder de la República Islámica para establecer el banco, se redactó un estatuto con aportes de expertos jurídicos y bancarios y se presentó al Banco Central y al Consejo Monetario y de Crédito para su aprobación. El Consejo aprobó por unanimidad el estatuto en una reunión celebrada el 9 de mayo de 1979. Este acontecimiento fue recogido por varios periódicos, entre ellos Ettelaat (número 15850, del 10 de mayo de 1979).

### Cambio de nombre de Banco a Organización
En ese momento, el gobierno provisional declaró nacionales los bancos. Ruhollah Jomeini excluyó al Banco Islámico de la resolución del gobierno interino de Irán y declaró: «El Banco Islámico no será nacionalizado». El gobierno provisional acordó que el Banco Islámico de Irán continuaría sus actividades con el estatuto aprobado por el Consejo de Dinero y Crédito, el propósito y el objeto determinados, incluso con un logotipo elegido, pero no utilizaría la palabra «banco», lo que significa que realizaría todas las operaciones bancarias y crediticias eliminando el nombre del banco, y prometió que, tan pronto como se levantaran las prohibiciones, el Banco Islámico de Irán operaría bajo el mismo nombre. En base a las consideraciones y promesas, sólo se cambió la palabra “banco” por la frase “Organización Económica”. En otras palabras, el banco siguió existiendo en términos de sustancia, pero en términos de forma, enmascaró a la Organización Económica Islámica de Irán; en otras palabras, el Banco Islámico de Irán es un banco en la forma de la Organización Económica Islámica.

### La controversia de los 3000 billones de riales
En 2015, un representante de la Asamblea Consultiva Islámica dijo que la Organización Económica Islámica retiró ilegalmente tres mil billones de riales de los recursos de los fondos de Qard-ol-Hasanah y los utilizó para construir un edificio para la organización.